# Czechosłowacja na Zimowych Igrzyskach Olimpijskich 1932
Czechosłowację na Zimowych Igrzyskach Olimpijskich 1932 reprezentowało 6 zawodników, tylko mężczyzn.

## Reprezentanci

### Biegi narciarskie
| Zawodnik           | Konkurencja   | Wynik   | Pozycja | Źródło |
| ------------------ | ------------- | ------- | ------- | ------ |
| Vladimír Novák     | Bieg na 18 km | 1:32:59 | 14.     | [ 1 ]  |
| Antonín Bartoň     | Bieg na 18 km | 1:33:39 | 16.     | [ 1 ]  |
| Jaroslav Feistauer | Bieg na 18 km | 1:37:55 | 20.     | [ 1 ]  |
| Jan Cífka          | Bieg na 18 km | 1:38:24 | 22.     | [ 1 ]  |
| Antonín Bartoň     | Bieg na 50 km | 4:52:24 | 10.     | [ 2 ]  |
| Vladimír Novák     | Bieg na 50 km | 4:52:44 | 11.     | [ 2 ]  |
| Jaroslav Feistauer | Bieg na 50 km | 5:00:19 | 13.     | [ 2 ]  |
| Jan Cífka          | Bieg na 50 km | 5:01:50 | 14.     | [ 2 ]  |

### Kombinacja norweska
| Zawodnik           | Konkurencja   | Bieg narciarski | Bieg narciarski | Bieg narciarski | Skoki narciarskie | Skoki narciarskie | Skoki narciarskie | Skoki narciarskie | Łącznie | Pozycja | Źródło            |
| Zawodnik           | Konkurencja   | Czas biegu      | Pozycja         | Punkty          | Skok 1            | Skok 2            | Punkty            | Pozycja           | Łącznie | Pozycja | Źródło            |
| ------------------ | ------------- | --------------- | --------------- | --------------- | ----------------- | ----------------- | ----------------- | ----------------- | ------- | ------- | ----------------- |
| Antonín Bartoň     | Indywidualnie | 1:33:39,0       | 6.              | 208,50          | 96,2              | 92,4              | 188,6             | 19.               | 397,10  | 6.      | [ 3 ] [ 4 ] [ 5 ] |
| František Šimůnek  | Indywidualnie | 1:39:58,0       | 14.             | 178,50          | 97,3              | 99,5              | 196,8             | 15.               | 375,30  | 8.      | [ 3 ] [ 4 ] [ 5 ] |
| Jan Cífka          | Indywidualnie | 1:38:24         | 11.             | 186,00          | 86,8              | 94,4              | 181,2             | 23.               | 367,40  | 11.     | [ 3 ] [ 4 ] [ 5 ] |
| Jaroslav Feistauer | Indywidualnie | 1:37:55         | 9.              | 189,00          | 86,2              | 86,4              | 172,6             | 24.               | 361,30  | 13.     | [ 3 ] [ 4 ] [ 5 ] |

### Łyżwiarstwo figurowe
| Zawodnik      | Konkurencja | Nota   | Pozycja | Źródło |
| ------------- | ----------- | ------ | ------- | ------ |
| Walter Langer | Soliści     | 1964,3 | 10.     | [ 6 ]  |

### Skoki narciarskie
| Skoczek            | Skok 1 | Skok 2 | Nota  | Pozycja | Źródło |
| ------------------ | ------ | ------ | ----- | ------- | ------ |
| Antonín Bartoň     | 47,0   | 58,0   | 186,1 | 21.     | [ 7 ]  |
| František Šimůnek  | 48,0   | 55,5   | 183,2 | 23.     | [ 7 ]  |
| Jan Cífka          | 47,0   | 51,0   | 172,5 | 24.     | [ 7 ]  |
| Jaroslav Feistauer | 47,0   | 41,0   | 163,0 | 26.     | [ 7 ]  |